# ГЕС Xekaman 1
ГЕС Xekaman 1 — гідроелектростанція у південно-східній частині Лаосу. Знаходячись між ГЕС Xekaman 3 та ГЕС Xekaman Xanxay (32 МВт), входить до складу каскаду у сточищі річки Xe Kaman, лівої притоки Секонгу, котрий вже на території Камбоджі зливається з Тонле-Сан та невдовзі впадає ліворуч до Меконгу (басейн Південнокитайського моря).
У межах проєкту річку перекрили греблею з ущільненого котком бетону висотою 120 метрів та довжиною 335 метрів, яка потребувала 1,065 млн м3 матеріалу (всього в процесі будівництва ГЕС використали 1,2 млн м3 бетону та провели екскавацію 6 млн м3 ґрунту). Ця споруда утворила водосховище з об'ємом 3120 млн м3 та корисним об'ємом 1683 млн м3, у якому припустиме коливання рівня поверхні в операційному режимі між позначками 218 та 230 метрів НРМ.
Основне обладнання станції становлять дві турбіни типу Френсіс потужністю по 145 МВт, які при напорі у 105,4 метра повинні забезпечувати виробництво 1,1 млрд кВт·год електроенергії на рік.
Вироблена на станції електроенергія призначена для експорту до В'єтнаму по ЛЕП, розрахованій на роботу під напругою 230 кВ.